# Henry Roth
Henry Roth (ur. 8 lutego 1906 w Tyśmienicy, zm. 13 października 1995 w Albuquerque, USA) – amerykański powieściopisarz i autor opowiadań pochodzenia żydowskiego.
Pisarz jednej książki: Call It Sleep (1934, przekład polski Nazwij to snem, 1975), klasycznej powieści o imigrantach, uważanej za arcydzieło literatury żydowsko-amerykańskiej. Książki, którą zauważono dopiero w latach 60. XX w., kiedy to sprzedano ją w milionie egzemplarzy.
Tymczasem autor nie wiedząc o czekającej go sławie pracował jako strażak, robotnik, nauczyciel. Pod koniec życia stworzył cykl sześciu powieści, z których wydano dotąd cztery.
Jego blokada pisarska mogła wynikać z kazirodczych relacji z siostrą i kuzynką, które opisał w owym cyklu.